# Ал-Камил
Насър ад-Дин Мухаммад (на арабски: ناصر الدين محمد), с лакаб (почетно прозвище) Ал-Малик ал-Камил (на арабски: الملك الكامل – Съвършения крал), най-известен само като Ал-Камил (Съвършения), на Запад и като Меледин, е 6-ият султан от династията Аюбиди.

## Произход
Син е и наследник на султан Ал-Адил I, който е начело на държавата от 1200 до 1218 г. Баща му е брат на прочутия султан Салах ад-Дин, основател на династията на Аюбидите и на тяхната държава.

## Управление
Султан Ал-Камил управлява държавата на Аюбидите (със столица Кайро и после Дамаск, включвала Египет, Сирия и околни земи, подчинена на Абасидския халифат със столица Багдад) в периода 1218 – 1238 г.
По негово време Аюбидите отразяват Петия кръстоносен поход. След Шестия кръстоносен поход и последвали преговори отстъпва Йерусалим на християните. Счита се, че се е срещал с Франциск Асизки, основател на Ордена на францисканците, опитвал се да го направи християнин.